# Drahtwiderstand

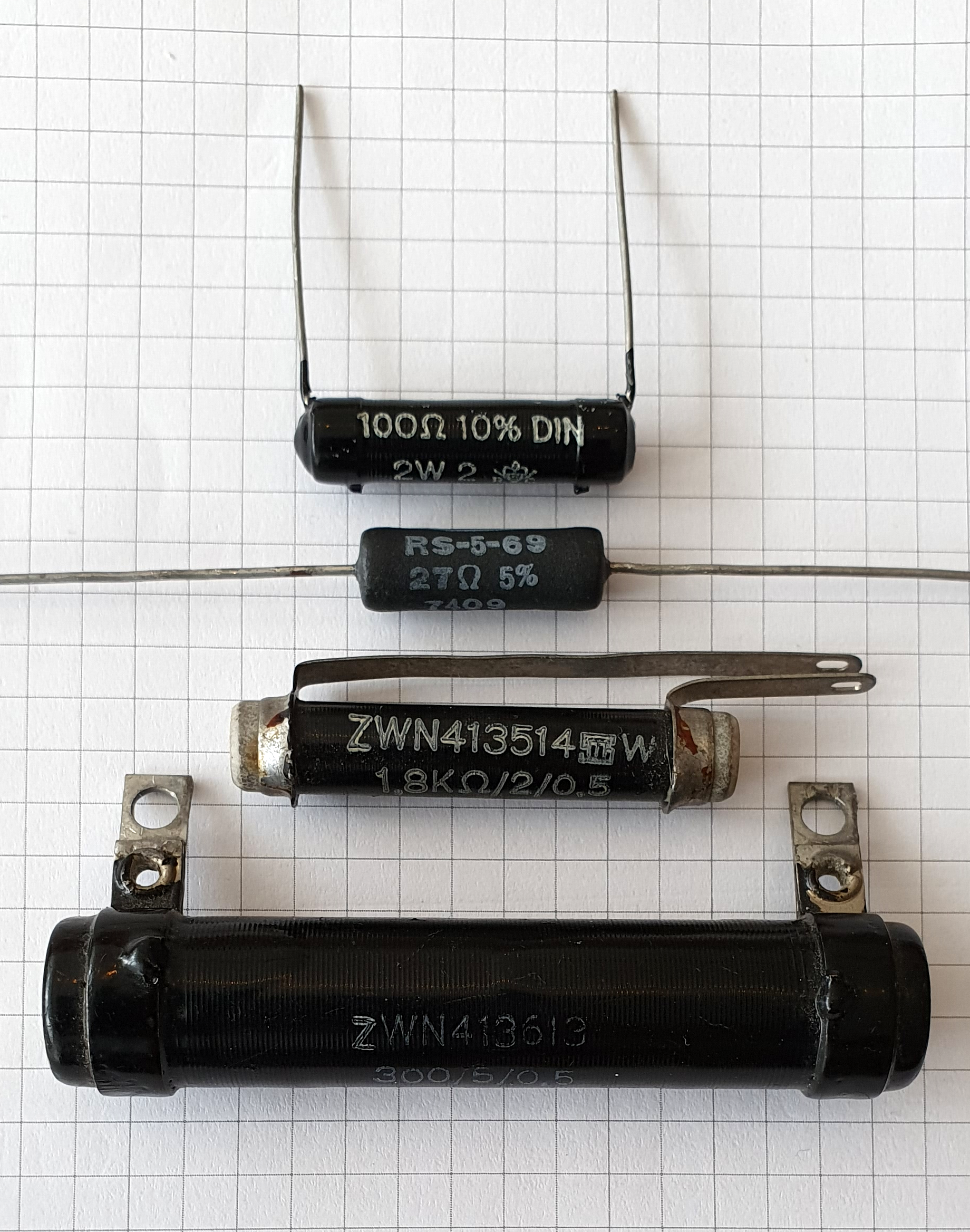
Drahtwiderstände für Durchsteckmontage, mit Lötösen und mit Schraubösen

Ein Drahtwiderstand ist eine Bauart des elektrischen Bauelements Widerstand.

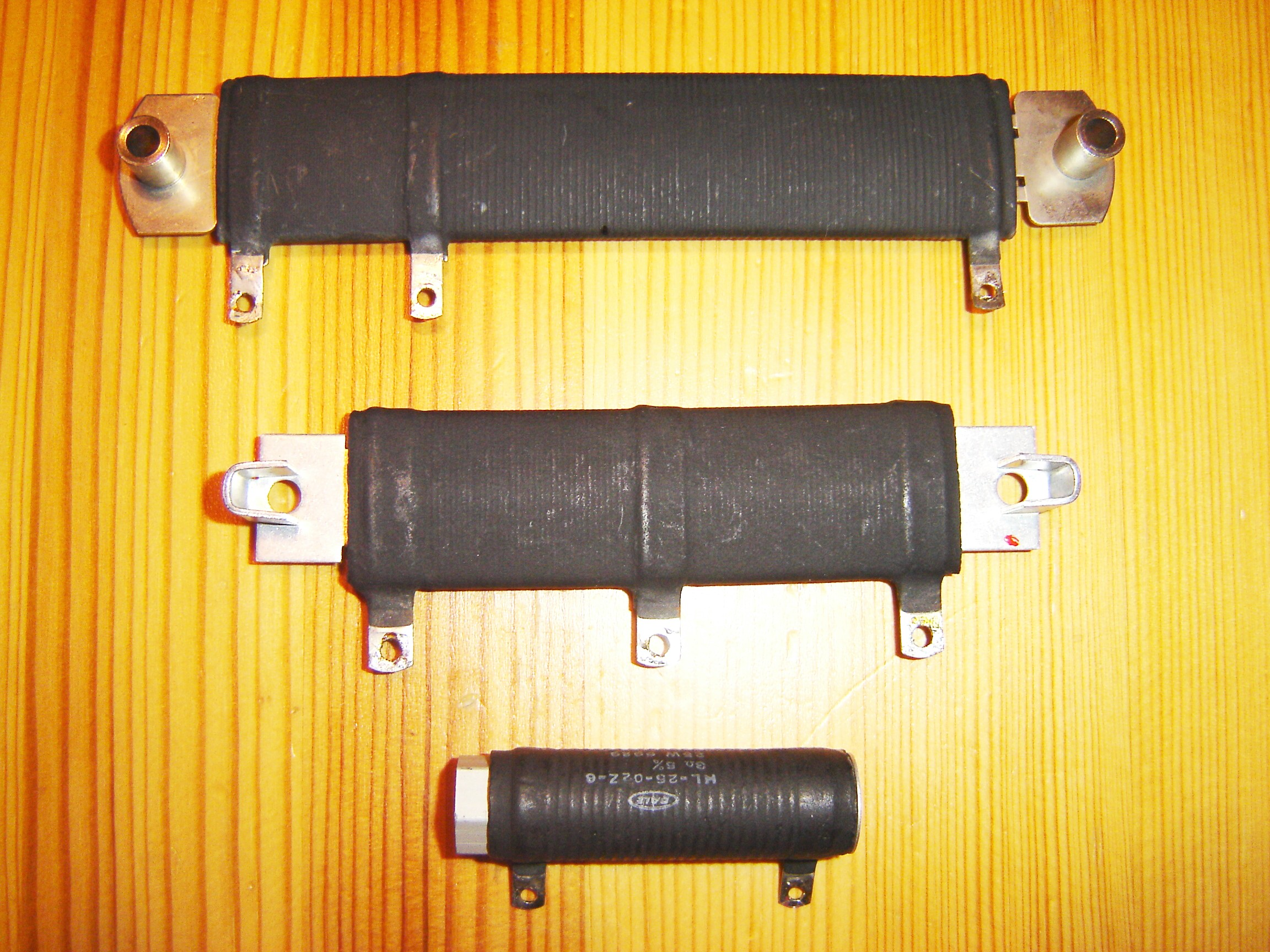
Drahtwiderstände mit durch Siliconharzlack geschützter Drahtwicklung

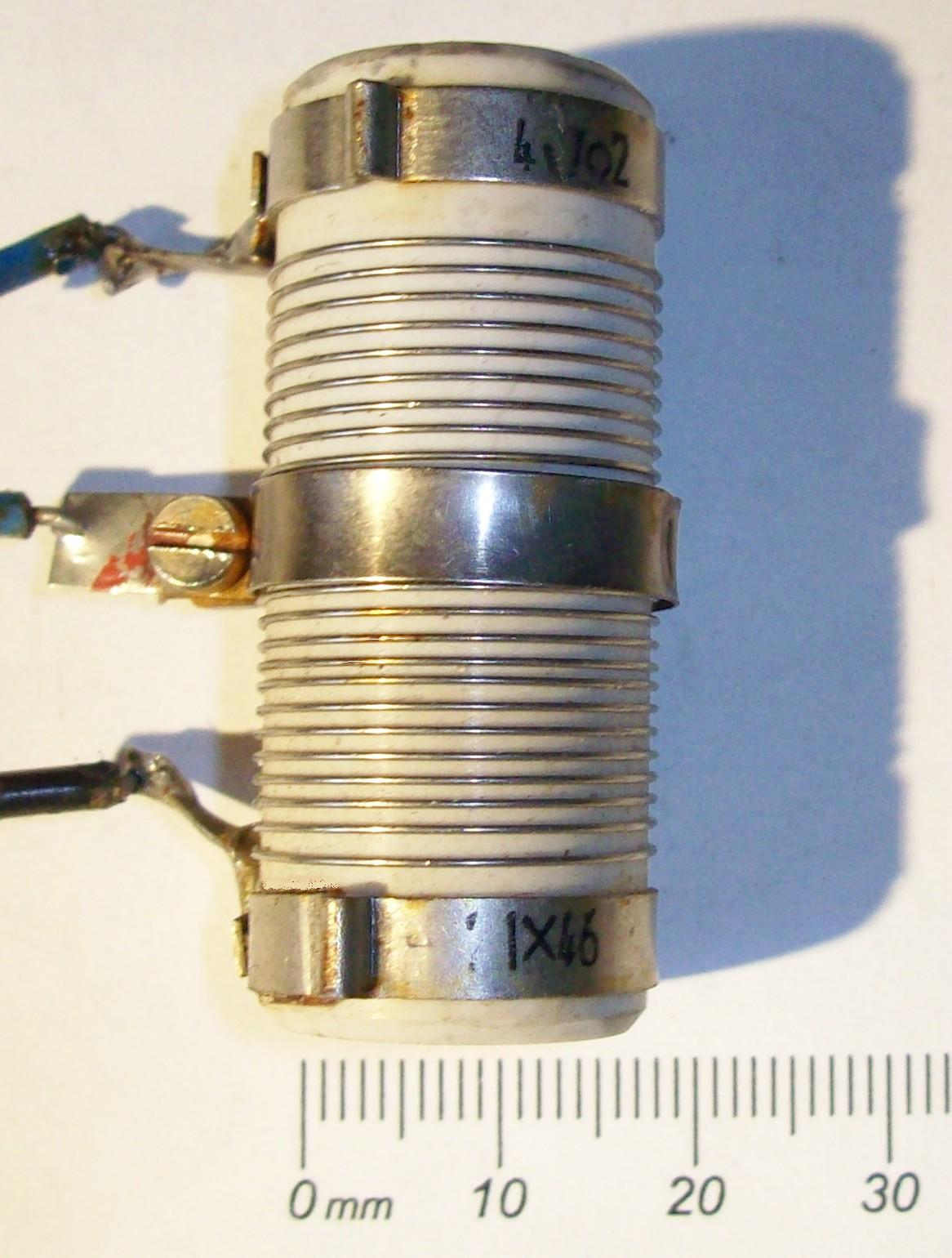
Drahtwiderstand mit verstellbarer Anzapfung (Schelle)

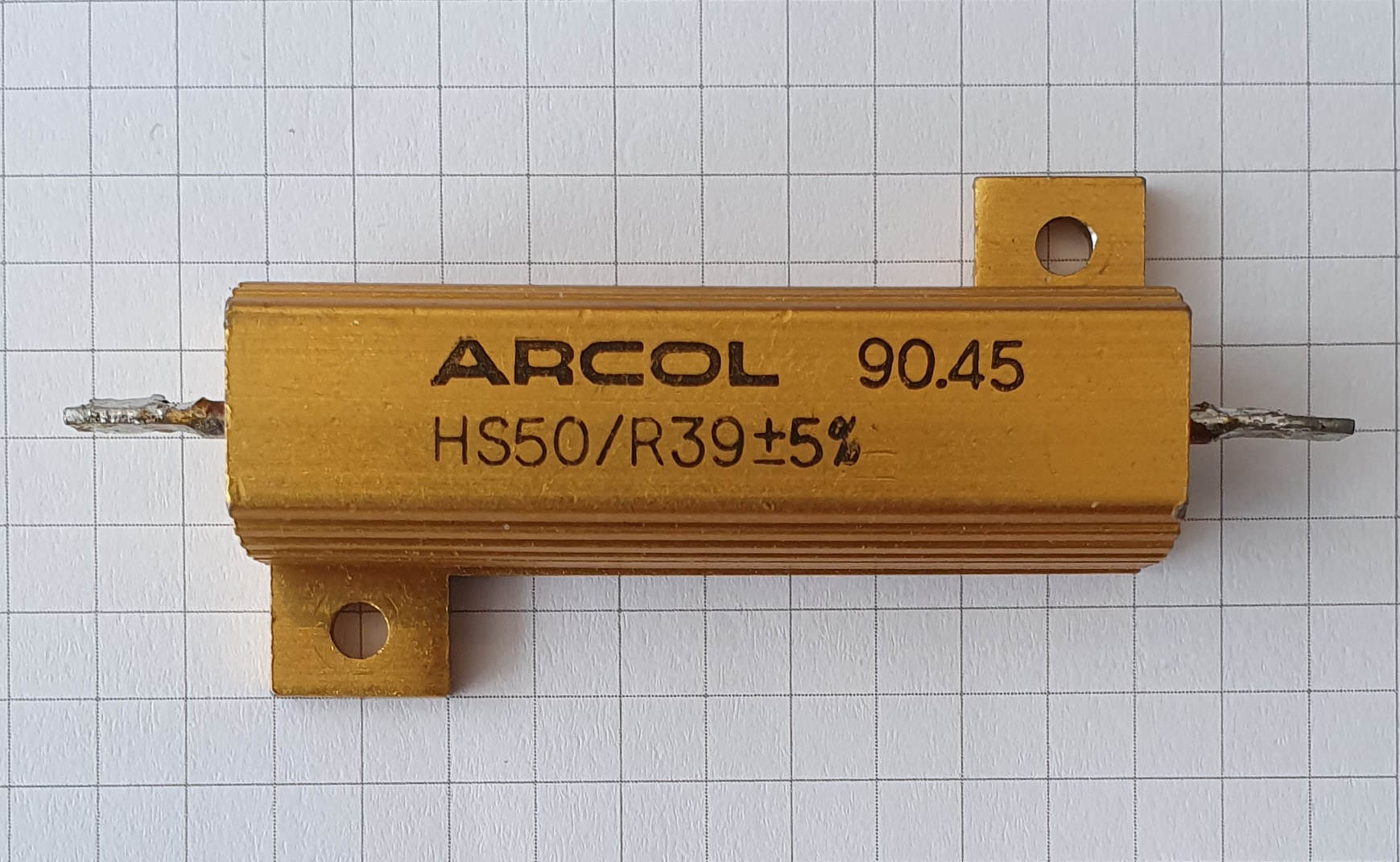
50-Watt-Drahtwiderstand im Aluminiumgehäuse zur Chassismontage

## Allgemeines
Drahtwiderstände sind mit die ersten elektrischen Widerstände, die gefertigt wurden. Auf Grund ihrer Eigenschaften wie Überlastbarkeit oder geringer Temperaturkoeffizient werden sie auch heute eingesetzt. Sie werden zuweilen insbesondere dann als Wickelwiderstand bezeichnet, wenn lackisolierter Widerstandsdraht auf einem Wickelkörper als Spule aufgewickelt ist.
Die Herstellung von Drahtwiderständen ist, verglichen mit anderen Widerstands-Bauformen, relativ aufwendig. Drahtwiderstände eignen sich meist nicht für Hochfrequenz-Anwendungen oder Anwendungen, bei denen die parasitäre Induktivität eine Rolle spielt.

## Aufbau

### Widerstandsmaterial
Typische Legierungen für den verwendeten Draht sind Manganin und Konstantan, aber auch hoch temperaturfeste Eisen-Nickel-Legierungen.

### Gehäuse und Kontaktierung
Ein Drahtwiderstand besteht typischerweise aus einem Keramikkörper, auf den ein Draht aus einer Metall-Legierung gewickelt ist.
Drahtwiderstände können ohne Umhüllung gefertigt sein oder sie sind mit einer Isolier- und Fixierschicht (Glasur, Lack, Zementierung) versehen. Manchmal sind diese Widerstände mittels Zement in ein Keramik- oder Metallrohr eingelassen.
Bei kleinen Bauformen werden die Widerstände farbkodiert, meist sind die Kennwerte jedoch lesbar aufgedruckt.

## Kenngrößen

### Widerstandswert
Drahtwiderstände eignen sich besonders für geringe Widerstandswerte von weniger als 1 Ohm bis ca. 1 kOhm; sie werden jedoch auch bis zu Widerstandswerten von über 100 kOhm gefertigt.

### Toleranzen
Gängige Toleranzen sind 1 %, 5 % und für hohe Leistungen auch 10 %.
Sie können aber auch mit geringen Toleranzen gefertigt werden, für Präzisionsanwendungen bis hinunter zu 0,05 %.

### Stabilität
Drahtwiderstände sind vergleichsweise langzeit- und temperaturstabil. Kennzeichnend sind hohe Verlustleistungen und der Betrieb bei hohen Temperaturen bis zu 800 °C.
Die Temperaturkoeffizienten betragen ±10 bis ±300ppm pro Kelvin. Ein besonderes Merkmal von Drahtwiderständen ist der geringe Spannungskoeffizient des Widerstandes – ein Problem von hochohmigen Schichtwiderständen, welches bei hoher Spannung in der Regel zu einem verringerten Widerstand führt.

### Parasitäre Induktivität
Ein einfach gewickelter Drahtwiderstand ist auch immer eine Spule mit vergleichsweise hoher Induktivität. Dadurch hängt seine Impedanz von der Frequenz ab, was normalerweise unerwünscht ist.
Durch eine geeignete Wicklung des Drahtes kann diese Induktivität stark verringert werden:
- Ayrton-Perry-Wicklung (2 Wicklungen in einer Lage ineinander mit entgegengesetztem Wickelsinn, beste Wirkung, besonders bei flachem Wickelkörper)[2]
- bifilare Wicklung (Nachteil: hohe Spannung zwischen den Wicklungsenden, hohe parasitäre Kapazität)
- Ab ca. 100 Ohm: Wicklung nach Chaperon: eine ganze Wicklungslage hat jeweils den gleichen Wickelsinn, die darüberliegende den entgegengesetzten (Nachteil: hohe Spannung zwischen den Lagen, hohe parasitäre Kapazität)
- hochohmig: Wicklung nach Wagner-Wertheimer. Ähnlich wie nach Chaperon, jedoch in kleinste Gruppen unterteilt. Hierdurch sinkt die Lagenspannung und die parasitäre Kapazität.

Die Alternative zur Verringerung der Induktivität bei niedrigen Widerstandswerten unter Beibehaltung geringer Temperaturkoeffizienten und Impulsbelastbarkeit sind Folienwiderstände.

### Rauschen
Bei Drahtwiderständen beschränkt sich das Rauschen im Wesentlichen auf das thermische Rauschen (Johnson-Rauschen), siehe Wärmerauschen.
Es ist damit sehr viel geringer als das Rauschen zum Beispiel bei Kohlemassewiderständen. Daher werden Drahtwiderstände nach wie vor in manchen Anwendungen den Schichtwiderständen vorgezogen.

### Linearität
Drahtwiderstände weisen keine Nichtlinearitäten auf, Schicht- und Massewiderstände können hingegen erhebliche Spannungskoeffizienten aufweisen, weshalb Drahtwiderstände oft im messtechnischen Anwendungen, zum Beispiel auch als Hochspannungs-Messteiler, eingesetzt werden.

### Pulsbelastbarkeit
Die Pulsbelastbarkeit von Drahtwiderständen ist höher als diejenige von Schichtwiderstände gleicher thermischer Dauerbelastbarkeit, jedoch tendenziell niedriger als die von Massewiderständen.

## Bauformen
Drahtwiderstände sind auch in normierten Bauformen verfügbar. Sie existieren in den (axialen) Bauformen 0402 und 0207 (siehe auch in Widerstand (Bauelement)). Meistens werden die Abmessungen von jedem Hersteller in Abhängigkeit von der geplanten maximal zulässigen Verlustleistung selbst festgelegt und sind von daher sehr verschieden.
Es sind auch Drahtwiderstände zur Oberflächenmontage (SMD) erhältlich.

## Einsatzgebiete
Spannungs- und Strommessung (Shunts), Absorption von Spannungs- und Energiespitzen, Belastungstests für Generatoren, Verstärker und Netzgeräte, Einsatz zu Heizzwecken (Heizwiderstand), Entladevorrichtungen für Kondensatoren, Widerstände zur Einschaltstrombegrenzung,